# Премія мистецтв Пексан за найкращу освітню програму
Премія мистецтв Пексан за найкращу освітню програму (кор. 백상예술대상 TV부문 교양 작품상) — нагорода, яка щорічно вручається як частина Премії мистецтв Пексан, яка проводиться JTBC та Ilgan Sports, що є афіліатом JoongAng Ilbo. Вручення переважно проходять у другому кварталі року. Спершу нагорода носила назву «Нагорода у категорії неігрових програм» (кор. 비(非)극부문상), потім на короткий час її було перейменовано на «Нагорода у категорії телевізійних освітніх програм» (кор. TV교양부문상) або «Нагорода за телевізійні документальні програми» (кор. TV다큐멘터리상), але з 1999 року нагорода отримала сучасну назву.

## Зміна назви нагороди
- Нагорода у категорії неігрових програм (кор. 비(非)극부문상) (1984 — 1996)
- Нагорода у категорії телевізійних освітніх програм (кор. TV교양부문상)/Нагорода за телевізійні документальні програми (кор. TV다큐멘터리상) (1997 — 1998)
- Найкраща розважальна програма (кор. 예능 작품상) (1999 — наш час)

## Номінанти та переможці
| Переможець нагороди | Позначає переможця |

### 1980-ті
| Рік          | Програма                                                                        | Мовою оригіналу                         | Мережа | Прим. |
| ------------ | ------------------------------------------------------------------------------- | --------------------------------------- | ------ | ----- |
| 1984 (20-та) | «П'ять індійських королівств»                                                   | 신왕오천축국전                          | KBS    | Пер.  |
| 1985 (21-ша) | «Метелики Кореї»                                                                | 한국의 나비                             | MBC    | Пер.  |
| 1986 (22-га) | «Людина і людина»                                                               | 사람과 사람                             | MBC    | Пер.  |
| 1987 (23-тя) | «Міське навчальне змагання для осіб з інвалідністю: Зараз горить зелене світло» | 장애자 도심정복훈련 — 이제는 파란불이다 | KBS    | Пер.  |
| 1988 (24-та) | «Індійський світ»                                                               | 천적의 세계                             | MBC    | Пер.  |
| 1989 (25-та) | «Медичні рослини дикої природи Кореї»                                           | 한국의 자생 약초                        | KBS    | Пер.  |

### 1990-ті
| Рік          | Програма                                                                                 | Мовою оригіналу                             | Мережа | Прим.     |
| ------------ | ---------------------------------------------------------------------------------------- | ------------------------------------------- | ------ | --------- |
| 1990 (26-та) | «Мир, тяжкий шлях потрібно пройти»                                                       | 평화, 멀지만 가야할 길                      | MBC    | Пер.      |
| 1991 (27-ма) | «Культурна поїздка на вимогу: Література і мистецтво у східноєвропейської частини Росії» | 수요문화기행 - 러시아 동구의 문학과 예술    | MBC    | Пер.      |
| 1992 (28-ма) | «Хлопчик і чапля»                                                                        | 백로와 소년                                 | MBC    | Пер.      |
| 1993 (29-та) | «Забута війна: Жінки для вітіхи»                                                         | 잊혀진 전쟁, 종군위안부                     | MBC    | Пер.      |
| 1993 (29-та) | «17 років після В'єтномської війни»                                                      | 베트남전쟁 그후 17년                        | KBS    | Пер.      |
| 1993 (29-та) | «Запитання без відповідей»                                                               | 그것이 알고 싶다                            | SBS    | Пер.      |
| 1994 (30-та) | «Записник продюсера»                                                                     | PD수첩                                      | MBC    | Пер.      |
| 1994 (30-та) | «Наша земля ліанкурові скелі, запис протягом 365 днів»                                   | 우리땅 독도, 365일의 기록                   | KBS    | Пер.      |
| 1995 (31-ша) | «Нова людська ера»                                                                       | 신인간시대                                  | MBC    | Пер.      |
| 1996 (32-та) | «Плазуни Кореї»                                                                          | 한국의 파충류                               | EBS    | Пер.      |
| 1997 (33-та) | «Документальна програма про природу „Краб“»                                              | 자연다큐멘터리 「게」                       | SBS    | Пер.      |
| 1998 (34-та) | «Недільна спеціальна телепрограма KBS»                                                   | KBS 일요스페셜                              | KBS    | Ном. Пер. |
| 1998 (34-та) | «Спеціальна документальна програма MBC „Заради спасіння“» серія 1 і 2                    | 다큐스페셜 「구원이를 위하여」 1, 2부       | MBC    | Ном. Пер. |
| 1998 (34-та) | «Звуки існування»                                                                        | 존재의 소리                                 | EBS    | Ном. Пер. |
| 1998 (34-та) | «Ґрунт»                                                                                  | 흙                                          | SBS    | Ном. Пер. |
| 1999 (35-та) | «Сибір, у пошуках втрачених корейських диких тварин»                                     | 시베리아, 잃어버린 한국의 야생동물을 찾아서 | EBS    | Пер.      |

### 2000-ні
| Рік          | Програма                                                               | Мовою оригіналу                                          | Мережа | Прим.     |
| ------------ | ---------------------------------------------------------------------- | -------------------------------------------------------- | ------ | --------- |
| 2000 (36-та) | «Розмова з минулим»                                                    | 역사스페셜                                               | KBS    | Ном. Пер. |
| 2000 (36-та) | «Харчовий конкурс 21 століття»                                         | 21세기 음식대전                                          | MBC    | Ном. Пер. |
| 2000 (36-та) | «Диво життя»                                                           | 생명의 기적                                              | SBS    | Ном. Пер. |
| 2000 (36-та) | «Пугач палеарктичний»                                                  | 수리부엉이                                               | EBS    | Ном. Пер. |
| 2001 (37-та) | «Відеозаписування лікарень протягом 24 годин»                          | 영상기록 병원24시                                        | KBS    | Ном. Пер. |
| 2001 (37-та) | «Тепер я можу говорити»                                                | 이제는 말할 수 있다                                      | MBC    | Ном. Пер. |
| 2001 (37-та) | «Протест підлітків»                                                    | 10대의 반란                                              | SBS    | Ном. Пер. |
| 2002 (38-та) | «Спеціальна телепрограма MBC „Іслам“»                                  | MBC스페셜 이슬람                                         | MBC    | Ном. Пер. |
| 2002 (38-та) | «Документальна програма „Тхвеґє“»                                      | 다큐멘터리 퇴계                                          | KBS    | Ном. Пер. |
| 2002 (38-та) | «Метод, щоб добре жити і добре харчуватися»                            | 잘먹고 잘사는 법                                         | SBS    | Ном. Пер. |
| 2003 (39-та) | «Дика природа у Серенгеті»                                             | 야생의 초원―세렝게티                                     | MBC    | Ном. Пер. |
| 2003 (39-та) | «Випробування золотого дзвону»                                         | 도전 골든벨                                              | KBS    | Ном. Пер. |
| 2003 (39-та) | «Конкурентноспроможність міжнародних престижних університетів»         | 세계 명문대학의 경쟁력                                   | SBS    | Ном. Пер. |
| 2004 (40-ва) | «Контератака на довколишнє середовище»                                 | 환경의 역습                                              | SBS    | Пер.      |
| 2005 (41-ша) | «Гіркокаштан»                                                          | 지금도 마로니에는                                        | SBS    | Ном. Пер. |
| 2005 (41-ша) | «Середній Схід» у 5-ох серіях                                          | 중동 5부작                                               | MBC    | Ном. Пер. |
| 2005 (41-ша) | «Покинути світ, щоб стати священиком»                                  | 출가                                                     | MBC    | Ном. Пер. |
| 2006 (42-га) | «Я йду — 2-га Токійська літня школа»                                   | 나는 가요-도쿄, 제2학교의 여름                           | KBS    | Ном. Пер. |
| 2006 (42-га) | «Запитання без відповідей: Неодружені тати, що обрали виховання дітей» | «그것이 알고싶다» 중 '미혼부, 아이를 선택한 어린 아빠들' | SBS    | Ном. Пер. |
| 2006 (42-га) | «Відкриття у читтанні»                                                 | 낭독의 발견                                              | KBS    | Ном. Пер. |
| 2006 (42-га) | «Ваші пальці, піаністко Хі Е»                                          | 네 손가락의 피아니스트 희아                              | MBC    | Ном. Пер. |
| 2007 (43-тя) | «Негайний виклик SOS 24»                                               | 긴급출동 SOS 24                                          | SBS    | Ном. Пер. |
| 2007 (43-тя) | «Нуль скарг»                                                           | 불만제로                                                 | MBC    | Ном. Пер. |
| 2007 (43-тя) | «Кохання в Азії»                                                       | 러브 인 아시아                                           | KBS    | Ном. Пер. |
| 2007 (43-тя) | «Канал е про знання»                                                   | 지식채널e                                                | EBS    | Ном. Пер. |
| 2007 (43-тя) | «Спеціальний проєкт: Жовта річка»                                      | 특별기획 황하                                            | MBC    | Ном. Пер. |
| 2008 (44-та) | «Азійський коридор у Раю»                                              | 차마고도                                                 | KBS    | Ном. Пер. |
| 2008 (44-та) | «Ганг»                                                                 | 갠지스                                                   | MBC    | Ном. Пер. |
| 2008 (44-та) | «Документалка про людину: Кохання»                                     | 휴먼다큐 '사랑'                                          | MBC    | Ном. Пер. |
| 2008 (44-та) | «Канал е про знання»                                                   | 지식채널e                                                | EBS    | Ном. Пер. |
| 2008 (44-та) | «Майстер із життя»                                                     | 생활의 달인                                              | SBS    | Ном. Пер. |
| 2009 (45-та) | «Запитання без відповідей — Вибір Токдо»                               | 그것이 알고싶다 '독도의 선택'                            | SBS    | Ном. Пер. |
| 2009 (45-та) | «Сльзи Арктики»                                                        | 북극의 눈물                                              | MBC    | Ном. Пер. |
| 2009 (45-та) | «Таємниця теореми Піфагора»                                            | 피타고라스 정리의 비밀                                   | EBS    | Ном. Пер. |
| 2009 (45-та) | «Динозаври корейського півострова»                                     | 한반도의 공룡                                            | EBS    | Ном. Пер. |
| 2009 (45-та) | «Люди і болота»                                                        | 인간과 습지                                              | KBS    | Ном. Пер. |

### 2010-ті
| Рік          | Програма                                                                          | Мовою оригіналу                         | Мережа    | Прим.     |
| ------------ | --------------------------------------------------------------------------------- | --------------------------------------- | --------- | --------- |
| 2010 (46-та) | «Сльози Амазонка»                                                                 | 아마존의 눈물                           | MBC       | Ном. Пер. |
| 2010 (46-та) | «Документалка трьох днів»                                                         | 다큐멘터리 3일                          | KBS       | Ном. Пер. |
| 2010 (46-та) | «Спеціальна програма SBS: Ура успіху»                                             | SBS 스페셜 «출세만세»                   | SBS       | Ном. Пер. |
| 2010 (46-та) | «Спеціальна програма SBS: Вибір життя»                                            | SBS 스페셜 «생명의 선택»                | SBS       | Ном. Пер. |
| 2010 (46-та) | «Документалка про людину: Кохання»                                                | 휴먼다큐 «사랑»                         | MBC       | Ном. Пер. |
| 2011 (47-ма) | «Що таке школа?»                                                                  | 학교란 무엇인가                         | EBS       | Ном. Пер. |
| 2011 (47-ма) | «Документалка трьох днів»                                                         | 다큐멘터리 3일                          | KBS       | Ном. Пер. |
| 2011 (47-ма) | «Сльози Африки»                                                                   | 아프리카의 눈물                         | MBC       | Ном. Пер. |
| 2011 (47-ма) | «Остання тундра — в 4 серіях»                                                     | 최후의 툰드라 — 4부작                   | SBS       | Ном. Пер. |
| 2011 (47-ма) | «Дорога заради надії»                                                             | 희망로드 대장정                         | KBS       | Ном. Пер. |
| 2012 (48-ма) | «Цивілізація і математика»                                                        | 문명과 수학                             | EBS       | Ном. Пер. |
| 2012 (48-ма) | «Науковий проєкт KBS — Дослідження людини: Пам'ять»                               | KBS 사이언스 대기획 인간탐구 3부작 기억 | KBS       | Ном. Пер. |
| 2012 (48-ма) | «Спеціальна різдвяна програма SBS: Особлива дивовижна гармонія»                   | 성탄특집 SBS 스페셜 기적의 하모니       | SBS       | Ном. Пер. |
| 2012 (48-ма) | «Сльози Антарктики»                                                               | 남극의 눈물                             | MBC       | Ном. Пер. |
| 2012 (48-ма) | «Дхарма»                                                                          | 다르마                                  | KBS       | Ном. Пер. |
| 2013 (49-та) | «Обідній стіл корейців»                                                           | 한국인의 밥상                           | KBS       | Ном. Пер. |
| 2013 (49-та) | «Суперриба»                                                                       | 슈퍼피쉬                                | KBS       | Ном. Пер. |
| 2013 (49-та) | «Цілком таємно: Їжа»                                                              | 먹거리X파일                             | Channel A | Ном. Пер. |
| 2013 (49-та) | «Остання імперія»                                                                 | 최후의 제국                             | SBS       | Ном. Пер. |
| 2013 (49-та) | «Королеробець»                                                                    | 킹메이커                                | EBS       | Ном. Пер. |
| 2014 (50-та) | «Запитання без відповідей»                                                        | 그것이 알고 싶다                        | SBS       | Ном. Пер. |
| 2014 (50-та) | «Цілком таємно: Їжа»                                                              | 먹거리X파일                             | Channel A | Ном. Пер. |
| 2014 (50-та) | «Фізика світла»                                                                   | 빛의 물리학                             | EBS       | Ном. Пер. |
| 2014 (50-та) | «Батьки проти батьків студента»                                                   | 부모vs학부모                            | SBS       | Ном. Пер. |
| 2014 (50-та) | «Битва язиків»                                                                    | 썰전                                    | JTBC      | Ном. Пер. |
| 2015 (51-ша) | «Одіссея їжі»                                                                     | 요리인류                                | KBS       | Ном. Пер. |
| 2015 (51-ша) | «Сімейний шок»                                                                    | 가족쇼크                                | EBS       | Ном. Пер. |
| 2015 (51-ша) | «Повстання клімату»                                                               | 기후의 반란                             | MBC       | Ном. Пер. |
| 2015 (51-ша) | «Тематичні подорожі світом»                                                       | 세계테마기행                            | EBS       | Ном. Пер. |
| 2015 (51-ша) | «Спеціальна програма: Перехресття життя»                                          | 스페셜-인생횡단                         | SBS       | Ном. Пер. |
| 2016 (52-га) | «Екзамен»                                                                         | 시험                                    | EBS       | Ном. Пер. |
| 2016 (52-га) | «Кім Че Дон говорить до тебе»                                                     | 김제동의 톡투유                         | JTBC      | Ном. Пер. |
| 2016 (52-га) | «Наступна людина»                                                                 | 넥스트 휴먼                             | KBS       | Ном. Пер. |
| 2016 (52-га) | «Таємний клуб читачів»                                                            | 비밀독서단                              | tvN       | Ном. Пер. |
| 2016 (52-га) | «Вітер для школи»                                                                 | 바람의 학교                             | SBS       | Ном. Пер. |
| 2017 (53-тя) | «Битва язиків»                                                                    | 썰전                                    | JTBC      | Ном. Пер. |
| 2017 (53-тя) | «Запитання без відповідей»                                                        | 그것이 알고 싶다                        | SBS       | Ном. Пер. |
| 2017 (53-тя) | «Докупрайм: Демократія»                                                           | 다큐프라임 민주주의                     | EBS       | Ном. Пер. |
| 2017 (53-тя) | «Спеціальна програма KBS: Знання»                                                 | 앎                                      | KBS       | Ном. Пер. |
| 2017 (53-тя) | «Імджинські війни 1592»                                                           | 임진왜란 1592                           | KBS       | Ном. Пер. |
| 2018 (54-та) | «Спортивні дівчата-танцівниці»                                                    | 땐뽀걸즈                                | KBS       | Ном. Пер. |
| 2018 (54-та) | «Запитання без відповідей»                                                        | 그것이 알고 싶다                        | SBS       | Ном. Пер. |
| 2018 (54-та) | «Я натуральна особа»                                                              | 나는 자연인이다                         | MBN       | Ном. Пер. |
| 2018 (54-та) | «Паломництво»                                                                     | 순례                                    | KBS       | Ном. Пер. |
| 2018 (54-та) | «Не має поганих собак у цьому світі»                                              | 세상에 나쁜 개는 없다                   | EBS       | Ном. Пер. |
| 2019 (55-та) | «Журналістське розмовне шоу J»                                                    | 저널리즘 토크쇼J                        | KBS       | Ном. Пер. |
| 2019 (55-та) | «У центрі уваги з Лі Кю Йон — 5.18 Таємний агент»                                 | 스포트라이트-5.18 비밀요원              | JTBC      | Ном. Пер. |
| 2019 (55-та) | «Бенкет на дорозі»                                                                | 거리의 만찬                             | KBS       | Ном. Пер. |
| 2019 (55-та) | «Спеціальна документалка 88/18 про 30-літній ювілей Сеульських олімпійських ігор» | 서울올림픽 30주년 특집 다큐 88/18       | KBS       | Ном. Пер. |
| 2019 (55-та) | «Записник продюсера: Покійна Чан Ча Йон»                                          | PD 수첩-고 장자연                       | MBC       | Ном. Пер. |

### 2020-ті
| Рік          | Програма                                                       | Мовою оригіналу                            | Мережа        | Прим.     |
| ------------ | -------------------------------------------------------------- | ------------------------------------------ | ------------- | --------- |
| 2020 (56-та) | «Великий Пен ТБ»                                               | 자이언트펭TV                               | EBS           | Ном. Пер. |
| 2020 (56-та) | «Документальний інсайт — Проєкт з архівування сучасної Кореї»  | 다큐 인사이트-아카이브 프로젝트 모던코리아 | KBS           | Ном. Пер. |
| 2020 (56-та) | «Цікаві книги»                                                 | 요즘책방 : 책 읽어드립니다                 | tvN           | Ном. Пер. |
| 2020 (56-та) | «Записник продюсера: Звіти про обвинувачення»                  | PD수첩-검찰기자단                          | MBC           | Ном. Пер. |
| 2020 (56-та) | «Спеціальна програма SBS — Йо Хан Ссі Толь Хьон»               | 스페셜-요한 씨돌 용현                      | SBS           | Ном. Пер. |
| 2021 (57-ма) | «Проєкт з архівування сучасної Кореї: 2 сезон»                 | 아카이브 프로젝트-모던코리아2              | KBS           | Ном. Пер. |
| 2021 (57-ма) | «Архітектурне дослідження — Будинок: 3 сезон»                  | 건축탐구 — 집 시즌3                        | EBS           | Ном. Пер. |
| 2021 (57-ма) | «Історія про день, коли ви вкусили свій хвіст»                 | 꼬리에 꼬리를 무는 그날 이야기             | SBS           | Ном. Пер. |
| 2021 (57-ма) | «Допитливий клас»                                              | 차이나는 클라스 — 질문 있습니다            | JTBC          | Ном. Пер. |
| 2021 (57-ма) | «Битва століття: ШІ проти людини»                              | 세기의 대결 AI vs 인간                     | SBS           | Ном. Пер. |
| 2022 (58-ма) | «Документальний інсайт: Національний представник»              | 다큐인사이트 국가대표                      | KBS           | Ном. Пер. |
| 2022 (58-ма) | «Світлі голови»                                                | 그레이트 마인즈                            | EBS           | Ном. Пер. |
| 2022 (58-ма) | «Історія про день, коли ви вкусили свій хвіст: 3 сезон»        | 꼬리에 꼬리를 무는 그날 이야기             | SBS           | Ном. Пер. |
| 2022 (58-ма) | «Мої золоті діти»                                              | 요즘 육아 금쪽같은 내 새끼                 | Channel A     | Ном. Пер. |
| 2022 (58-ма) | «Поцілуй всесвіт»                                              | 키스 더 유니버스                           | KBS           | Ном. Пер. |
| 2023 (59-та) | «Дорослий Кім Чан Ха»                                          | 어른 김장하                                | MBC Gyeongnam | Ном. Пер. |
| 2023 (59-та) | «Штаб-квартира національних розслідувань»                      | 국가수사본부                               | Wavve         | Ном. Пер. |
| 2023 (59-та) | «В ім'я Бога: Віра й віроломство»                              | 나는 신이다: 신이 배신한 사람들            | Netflix       | Ном. Пер. |
| 2023 (59-та) | «Ваші навички грамотності»                                     | 당신의 문해력+                             | EBS           | Ном. Пер. |
| 2023 (59-та) | «Прихована Земля: 3 мільярдів років на корейському півострові» | 히든어스 한반도 30억년                     | KBS           | Ном. Пер. |
| 2024 (60-та) | «Японська особа Одзава»                                        | 일본사람 오자와                            | KBS           | Ном. Пер. |
| 2024 (60-та) | «Кити та я»                                                    | 고래와 나                                  | SBS           | Ном. Пер. |
| 2024 (60-та) | «Планування популяції: Дуже низький рівень народжуваності»     | 인구대기획 초저출생                        | EBS           | Ном. Пер. |
| 2024 (60-та) | «Не існує сталої землі»                                        | 지속가능한 지구는 없다                     | KBS           | Ном. Пер. |
| 2024 (60-та) | «1980, Лошон та Шавель»                                        | 1980, 로숑과 쇼벨                          | KBS           | Ном. Пер. |
| 2025 (61-ша) | «Спеціальна програма — Хакчон»                                 | 스페셜-학전 그리고 뒷것 김민기             | SBS           | Ном. Пер. |
| 2025 (61-ша) | «Лише сім'я»                                                   | 모든패밀리                                 | Wavve         | Ном. Пер. |
| 2025 (61-ша) | «Осідлати вітер з тобою 2»                                     | 바람되어, 다시 너와                        | MBC Wonju     | Ном. Пер. |
| 2025 (61-ша) | «Докупрайм — Де мій останній будинок»                          | 다큐프라임-내 마지막 집은 어디인가         | EBS           | Ном. Пер. |
| 2025 (61-ша) | «Шаман: Шепіт мертвих»                                         | 샤먼: 귀신전                               | TVING         | Ном. Пер. |